# Egzekucja w Zwierzyńcu
Egzekucja w Zwierzyńcu – publiczna egzekucja 20 Polaków, dokonana przez Niemców hitlerowskich 2 lutego 1944 roku w Zwierzyńcu, w powiecie zamojskim.

## Przebieg zbrodni
Podczas II wojny światowej i okupacji Polski przez III Rzeszę Niemiecką, 2 lutego 1944 roku oddziały niemieckie dokonały publicznej egzekucji ulicznej 20 Polaków na placu targowym w Zwierzyńcu na Zamojszczyźnie. Egzekucja odbyła się w obecności około 500 osób, przymusowo spędzonych mieszkańców Zwierzyńca.
Zbrodni dokonano pod zarzutem przynależności do ruchu oporu, w odwecie za zabicie szofera i konfidenta gestapo.
Ofiary, przywiezione ciężarówką, były skrępowane po pięć osób drutem kolczastym. Na placu Niemcy kazali im klękać twarzami w kierunku zgromadzonych. Najmłodszą ofiarą egzekucji był 15-letni Tadeusz Pieczykolan z Tereszpola.
Dających oznaki życia dobijał z broni podoficer Gestapo. Jeden z mordowanych, mieszkaniec Tereszpola, krzyknął w kierunku rodaków: Zawiadomcie moją rodzinę.
Miejsce egzekucji upamiętniono krzyżem i tablicą z nazwiskami ofiar.